# La Norville
La Norville is een gemeente in het Franse departement Essonne (regio Île-de-France) en telt 3944 inwoners (1999). De plaats maakt deel uit van het arrondissement Palaiseau.

## Geografie
De oppervlakte van La Norville bedraagt 4,5 km², de bevolkingsdichtheid is 876,4 inwoners per km².
De onderstaande kaart toont de ligging van La Norville met de belangrijkste infrastructuur en aangrenzende gemeenten.

## Demografie
Onderstaande figuur toont het verloop van het inwonertal (bron: INSEE-tellingen).